# Askov (Minnesota)
Askov es una ciudad ubicada en el condado de Pine, Minnesota, Estados Unidos. Tiene una población estimada, a mediados de 2021, de 333 habitantes.

## Geografía
La localidad está ubicada en las coordenadas 46°11′19″N 92°46′57″O / 46.18861, -92.78250 (46.188634, -92.782393). Según la Oficina del Censo de los Estados Unidos, tiene una superficie total de 3.53 km², correspondientes en su totalidad a tierra firme.

## Demografía
Según el censo de 2020, en ese momento había 331 personas residiendo en Askov. La densidad de población era de 93.77 hab./km². El 90.63% de los habitantes eran blancos, el 0.60% eran afroamericanos, el 1.81% eran amerindios y el 6.95% eran de una mezcla de razas. Del total de la población, el 0.60% eran hispanos o latinos de cualquier raza.